# Rante (San Ciprián de Viñas)
Rante (llamada oficialmente Santo André de Rante) es una parroquia y un lugar del municipio español de San Ciprián de Viñas, en la provincia de Orense, Galicia.

## Toponimia
La parroquia también es conocida por el nombre de San Andrés de Rante.

## Historia
Hacia mediados del siglo XIX, la parroquia, ya por entonces perteneciente a San Ciprián de Viñas, tenía contabilizada una población de cuatrocientos habitantes. Aparece descrita en el decimotercer volumen del Diccionario geográfico-estadístico-histórico de España y sus posesiones de Ultramar de Pascual Madoz con las siguientes palabras:

RANTE (San Andres): felig. en la prov., part. jud. y dióc. de Orense (1 leg.), ayunt. de Viñas. sit. al S. de dicha c.; clima sano. Tiene mas de 80 casas en los l. de Currás, Iglesia, Nogueiras, Rante y los cas. de Casanova, Condado, Barreiros, Montecelo, Quintana y Soutobrabo; hay escuela de primeras letras frecuentada por niños de ambos sexos, y dotada con 1,100 rs. del fondo de propios; la igl. parr. (San Andrés) se halla servida por un cura de entrada y provision ordinaria; tambien hay una ermita de propiedad comun. Confina N. Noalla; E. Sta. Cruz de Rabeda; S. Gargantós, y O. Leiro. El terreno es de mediana calidad. prod.: centeno, maiz, castañas, vino inferior y pastos; hay ganado vacuno, de cerda y lanar. pobl.: 85 vec., 400 alm. contr.: con su ayunt. (V.).
(Madoz, 1849, p. 371)

## Organización territorial
La parroquia está formada por siete entidades de población, constando cinco de ellas en el nomenclátor del Instituto Nacional de Estadística español:

### Entidades de población
Entidades de población que forman parte de la parroquia:
- Barreiros
- Casanova (A Casanova)
- Condado
- Cruz de Rante (A Cruz de Rante)
- La Iglesia (A Eirexa)
- Rante

### Despoblado
Despoblado que forma parte de la parroquia:
- Souto Bravo

## Demografía

### Parroquia
| Gráfica de evolución demográfica de Rante (parroquia) entre 2000 y 2023 |
|                                                                         |
| Datos según el nomenclátor publicado por el INE.                        |

### Lugar
| Gráfica de evolución demográfica de Rante (lugar) entre 2000 y 2023 |
|                                                                     |
| Datos según el nomenclátor publicado por el INE.                    |